# Маркони, Леонард
Леонард Маркони (итал. Leonard Marconi; 6 октября 1835, Варшава — 1 апреля 1899, Львов) — львовский скульптор, педагог итальянского происхождения. Мастер архитектурной пластики эпохи историзма.

## Биография
Леонард Маркони родился 6 октября 1835 года в Варшаве. Родом из династии архитекторов, скульпторов и живописцев, выходцев из Мантуи. Отец — скульптор Ферранте Маркони приехал в Варшаву в 1828 году по приглашению своего брата, Генрика Маркони, который уже в то время был известным архитектором в Польше.
Леонард был одним из семерых детей Ферранте. Первые уроки скульптуры получал в мастерской отца. Потом учился в Варшавской школе искусств (1856—1857) у Константина Хейдля и в Римской академии св. Луки (1859—1861) у Адамо Тадолини. Учась в Риме, получил награду лучшего ученика, а также золотую и две серебряные медали академии. Некоторое время работал вместе с отцом. Потом 12 лет в мастерской совместно с шурином Анджеем Прушинский (мужем сестры Аделаиды). Варшавское наследие Маркони почти полностью было уничтожено во время Второй мировой войне. Последняя масштабная постройка, украшенная Маркони — дворец Кронеберга, была уничтожена 1963 года для строительства гостиницы «Виктория». В варшавском периоде творчества ощутимо сильное влияние итальянского классицизма.
1873 году назначен на должность «профессора чрезвычайного» на кафедру рисунка и моделирования в Львовской политехнике. Поселился во Львове в январе 1874 года. 1879 года в селе Берездовцы Львовской основал мастерскую по изготовлению изделий из алебастра. В 1892 году занимал должность декана архитектурного факультета. Участвовал в конкурсе на лучший проект Художественно-промышленного музея с собственным проектом. Однако для реализации на конкурсе был выбран проект Юзефа Каэтана Яновского, в котором Маркони был автором скульптурного убранства. В 1876—1878 годах восстанавливал отделки замковой часовни в Бережанах по заказу графа Станислава Потоцкого. В 1877 году выставлял свои работы на полеводческой-промышленной выставке в Киеве. 1880—1890 года занимается скульптурным убранством львовских зданий. Основным материалом для его работ была смесь цемента и гидравлической извести. В начале Львовского периода своей деятельности активно изучал породы песчаников и известняков Восточной Галиции. Результаты своих исследований опубликовал в статьях журнала Głos z miasta (1877). Маркони имел особую страсть к архитектуре. Он рисовал проекты фасадов и участвовал почти во всех архитектурных конкурсах во Львове и других городах Польши. Несмотря на то, часто соавторами его проектов были архитекторы. Под конец львовского периода творчества в области стилистики склоняется к необарокко.
С января 1874 года проживал на улице Зигмунтовский 10 (ныне улица Гоголя). Построил собственный дом на углу улиц Антоновича и Русовых, где проживал вместе с семьёй с декабря 1878 года. Имел пять дочерей и двух сыновей.
В последние годы жизни Маркони натыкался на все большую враждебность со стороны художественных критиков и коллег по цеху. Известно, об особой неприязни скульптора Фаддея Баронча, который на страницах газеты Kurjer Lwowski раздувал конфликт вокруг памятника Яну III Собескому. Затягивалось судебное дело в споре с Юзефом Каетаном Яновским насчет авторства проекта Художественно-промышленного музея. Тяжелым ударом стала смерть Юлиана Захаревича — «приятеля артистического» как его называл Маркони. Инициатива добычи алебастра в Берездовцы оказалась неуспешной и скульптор попал в серьёзные долги. В конце 1899 года начала обостряться давняя проблема здоровья Маркони — туберкулёз.
Умер ночью с 1 на 2 апреля 1899 года. Похоронен на Лычаковском кладбище, недалеко от Юлиана Захаревича. После смерти Маркони, возглавляемая им кафедра был расформирована. Предприятие по добыче алебастра в Берездовцы пришли упадок. Судебный иск против Ю. К. Яновского был проигран (от имени Маркони выступила его вдова).

## Мастерская
Ателье Леонарда Маркони в Львовской Политехнике стало чем-то вроде артистической школы. В разное время на работах были задействованы позже известные деятели изобразительного искусства. Такими в частности были: Михал Адам Созанский, Гавриил Красуцкий, Петр Войтович, Петр Гарасимович, И. Вдовицький. Вместе с Маркони в 1874 году с Варшавы во Львов прибыли несколько его друзей и ассистентов. В частности Михал Корпало, Кароль Клос, также возможно и Анджей Прушинский. Благодаря поддержки зятя, Антона Попеля, на работу были взяты Теобальда Оркасевича.

## Произведения

### Варшава
- Скульптурное убранство дворца Кронеберга.
- Эпитафия Фридерика Шопена в Базицлике Святого Креста.

### Львов
- Рельефы эпохи Неоренессанса у здания Химического факультета Львовской политехники (1875—1876, архитектор Юлиан Захаревич) Бирюлев Ю. А. И руки музыку лепили / / Галицкие ворота. — № , 1, 1994. — С. 8, 9.
- Скульптурная группа «Инженерия, Архитектура, Механика», что символизировало три основных на то время факультета, помещены нааттик у главного корпуса Львовской политехники (1873—1877, архитектор Юлиан Захаревич). Архивольты и окона второго яруса портика также украшены символическими скульптурами. По проекту Маркони выполнен резной деревянный плафон интерьера библиотеки.
- Модели будущих деревянных скульптур для интерьеров библиотеки и актового зала политехники (1876—1877).
- Алебастровая скульптурное убранство лестничной клетки здания Галицкого наместничества на нынешней улице Винниченко, 18 (1878, архитекторы Феликс Ксенжарський и Сильвестр Гавришкевич).
- Скульптуры на фасаде дома № 28 на улице Чарнецкого, ныне Винниченко (1880, архитектор Михал Фехтер).
- Скульптурой портик львовской ратуши (1880, разобран 1928).
- Скульптурное убранство лестничной клетки и фасада здания сейма, ныне главного корпуса Львовского университета (1878—1881).
- Скульптуры домов № 1 и 23 на улице Крашевского (ныне Крушельницкой). Кроме отделки, был также соавтором архитектурных проектов домов № 15, 17, 21. Все работы выполнены в 1882—1894 годах.
- Фигура Меркурия в полёте на здании Львовской дирекции железных дорог на улице Третьего Мая (ныне — Сечевых стрельцов) построенной в 1885—1887 годах. Композиция в чём-то повторяет работу скульптора Джованни да Болонья, в котором Меркурий находится на голове Горгоны. Маркони же разместил его на колесе Фортуны, символизирующем железную дорогу. У фигуры Меркурия помещены фигуры мальчиков-путти с атрибутами железной дороги. В этом здании скульптор выступает соавтором фасада вместе с Винсентом Равским юниором. Сейчас статуя находится в аварийном состоянии Семочкин И., Гранкин П. Три здании дирекции львовской железной дороги. / / Галицкая ворота. — № 14, 1996. — С. 6.

- 1892 — каменная скульптурная группа «Триумф справедливости» на фасаде Краевого Суда на ул. Батория, 1-3 (ныне Князя Романа). Теперь это здание — один из корпусов Политехники. Скульптуры повреждены.
- Скульптуры электрического цветного фонтана на Галицкой краевой выставке (1884) Бирюлев Ю. А. 100-летию архитектурного спектакля / / Галицкие ворота . — № 2, 1994. — С. 8.
- Памятник Александру Фредро во Львове (сейчас находится в Вроцлаве). В июне 1892 году Маркони победил на конкурсе проектов, после чего дорабатывал гипсовую модель ещё в течение четырёх лет. В бронзу отлит в венском подразделении фирмы Фридриха Альфреда Круппа и 25 октября 1897 года торжественно открыт на площади Академической (ныне проспект Шевченко). Памятник активно критиковали в прессе за якобы несоответствие созданного образа с реальной фигуры великого польского драматурга и героя наполеоновских войн. Скульптор Станислав Левандовский также утверждал, что памятник — плагиат его эскиза.  Семочкин И. В. В традициях львовских амбиций, или в глубине творческих конфликтов конца XIX в. / / Галицкие ворота — № 11, 1996. — С. 15.
- Статуи — аллегории четырёх континентов и барельеф "Св. Георгий «на фасаде гостиницы» Жорж " во Львове. Скульптуры выполнены Антонием Попелем по моделям Леонарда Маркони и смонтированы в 1900 году уже после смерти Маркони.
- Скульптурное убранство Художественно-промышленного музея им. Франца-Иосифа I (ныне Национальный музей) на ул. Гетманской, теперь пр. Свободы, 20. Скульптуры с фасада здания утрачены в 1950-х годах.
- Создал модель главного алтаря Костела Святого Сердца Иисусова и монастыря францисканцев на улице Курковой, 43 (ныне улица Лысенко). Проект алтаря авторства Юлиана Захаревича, был немного изменён Маркони. Выполнен из мрамор а и алебастра в скульптурной мастерской Леопольда Шимзера. В ранние советские года уничтожен. Kościoły i klasztory Lwowa z wieków XIX i XX — Kraków: Międzynarodowy Centrum Kultury, 2004. — S. 77-101. — ISBN 83-89273-17-9.
- Отделка фасада дома № 2 на улице Барской (ныне Ивана Франко).
- Отделка фасадов домов № 6, 10, 11, 12 на улице Браеривський (ныне Богдана Лепкого).
- Фасад дома № 8 на улице Подлевских (ныне Е. Гребёнки).
- Фасад дома № 4-6 на улице Пекарской.
- Статуи дома № 8 на улице Гротгера (ныне Смольского). Глиняные модели этой скульптурной группы были проданы автором с целью получения средств на благотворительность.
- Два памятника на Лычаковском кладбище.
- 1891 года завершена трёхфигурная скульптурная группа «Бережливость» на аттике здания Галицкой сберегательной кассы во Львове (проспект Свободы 15).Балюстрада лестничной клетки выполнена в технике инкрустированного алебастра.
- Две кариатиды при входе в Городское казино во Львове на улице Академической, 13 (теперь пр. Шевченко). Архитектор Филипп Покутинского. До настоящего времени не сохранены.
- 1890 года изготовил гипсовую модель скульптуры Матери Божьей, которая того же года в бетонной отливке или возможно из камня была размещена на фасаде виллы Яна Стыки на улице Мицкевича, 11 (ныне улица Ноябрьского чина). Иван Левинский на своей фабрике растиражировал уменьшенную копию статуи в терракоте (опалённая красная глина) и майолике. Несколько экземпляров экспонировались на Спектаклю Краевые 1894 года. Ещё одна статуя Богоматери изготовлена в 1892 году была размещена в нише дома № 1 на улице Крашевского (ныне Винниченко). Подобная каменная статуя, изготовленная приблизительно в 1892—1894 годах была установлена перед костелом Марии Магдалины во Львове, как дар семьи Бромильских. Все статуи Богоматери, авторства Леонарда Маркони, утраченные во время Второй мировой войны.
- 1890—1896 года — изготовил пластическое убранство Преображенской церкви во Львове на улице Краковской 21. Каменные скульптуры 12 апостолов под куполом. Выполнил фриз с гербов крупных галицких городов в технике стукко с золочением.
- 1894 — скульптурный декор дома Винсента Равского юниора на ул. Матейко, 8.
- Каменные атланты Гранд-отеля на улице Карла Людвига, 13, ныне Проспект Свободы (1894, архитектор Эразм Герматник).
- Богоматерь с младенцем Иисусом (1897) на фасаде виллы Давида Шварцвальда на улице св. Софии 29 (ныне улица Ивана Франко 115).
- 1876 — бюст Мицкевича изготовлено из белого песчаника. 1880 размещено на фасаде дома № 14 на ул. Мицкевича (сейчас Ноябрьского Чина).
- Каменный бюст Мицкевича (1898) на доме № 20 по ул. св. Софии (Ивана Франко, 104).
- Все скульптурное убранство дома Юзефа Солецкого на ул. Зибликевича 8 (Ивана Франко 28). В частности большая статуя Адама Мицкевича. Скульптуры предположительно были завершены А. Попелем.

### Другие населённые пункты
- Вместе с братьями Бембнович выполнил надгробие поэта Мавриция Гославский в Станиславе.
- Конная статуя Тадеушу Костюшко в Кракове (копия в Детройте, США).
- Руководство реставрацией замковой часовни в Бережанах, реставрация надгробий Сенявских (1876—1878).
- Алебастровый камин во дворце Потоцких в селе Рай, Бережанского района (1878).

### Предположительные работы
- Скульптуры дворца Лянцкоронских в Старом Роздоле (ныне пгт. Раздел) Николаевского района. Автор вероятно Леонард Маркони. Вероятно первые работы львовского периода.
- Отделка дома № 10 на улице Зигмунтовский (ныне улица Гоголя). На такие предположения тот факт, что скульптор жил некоторое время в этом доме.
- Статуя меркурия на ризалите второго здания дирекции львовской железной дороги на современной улице Огиенко
- Отделка филиала Австро-венгерского банка на улице Третьего мая, 9 (Сечевых Стрельцов).

## Галерея

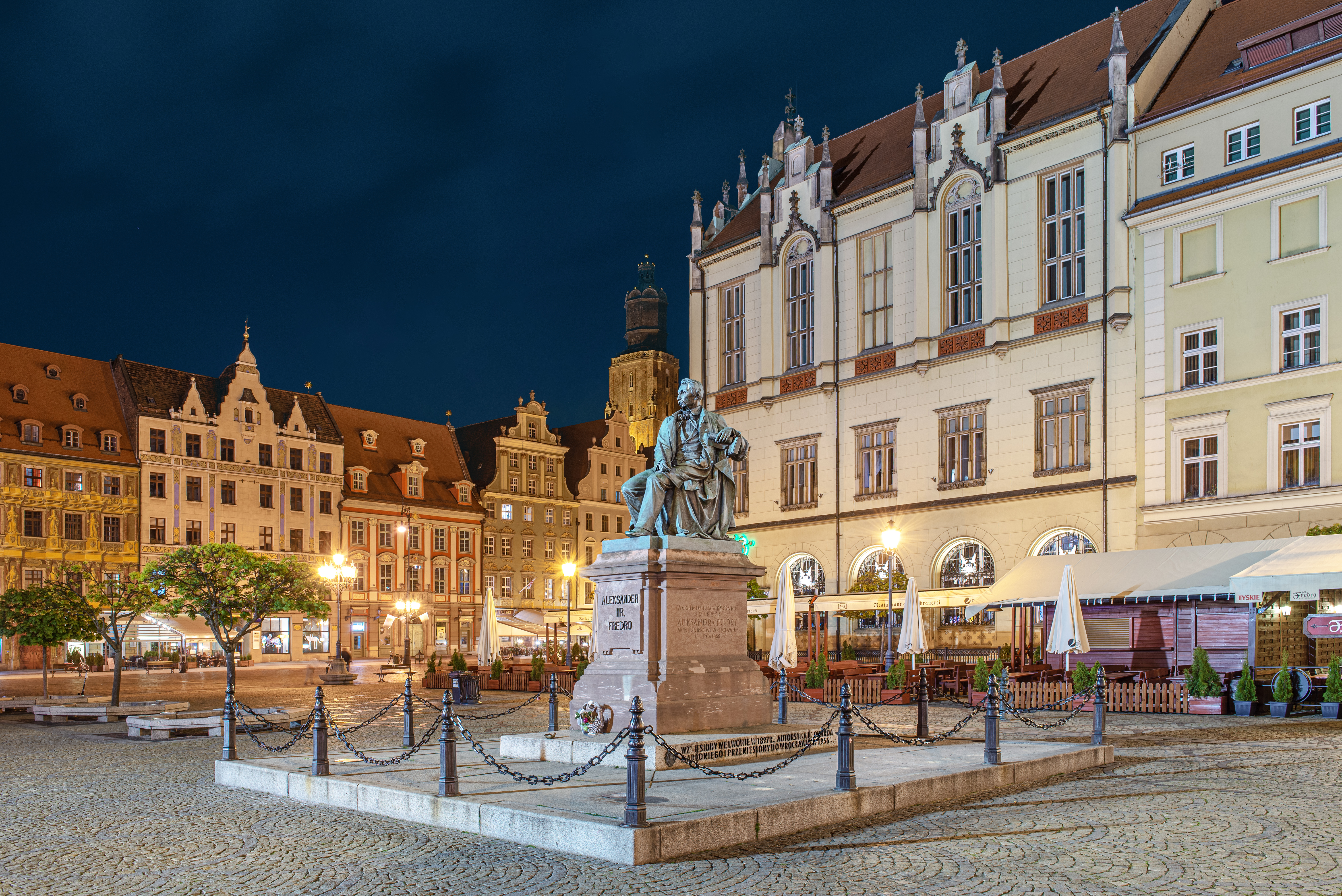
Памятник Александру Фредру во Вроцлаве (перенесён из Львова)
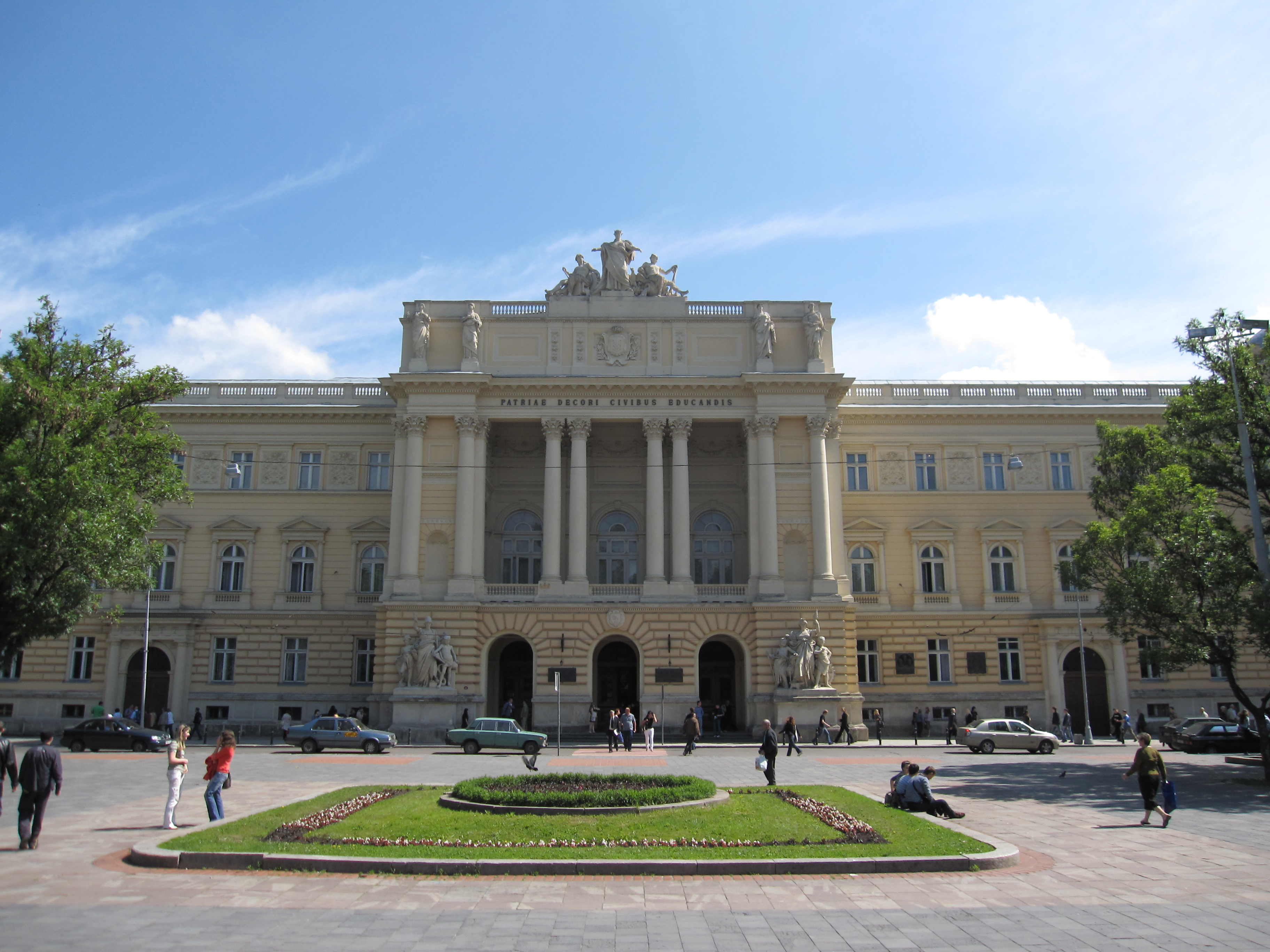
Фасад Галиц Сейма во Львове
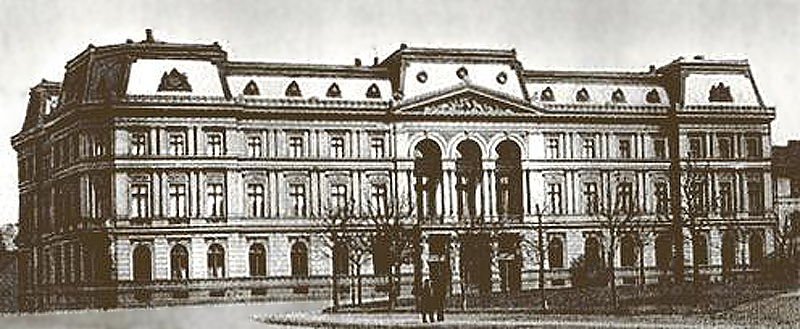
Кроненберг дворец в Варшаве
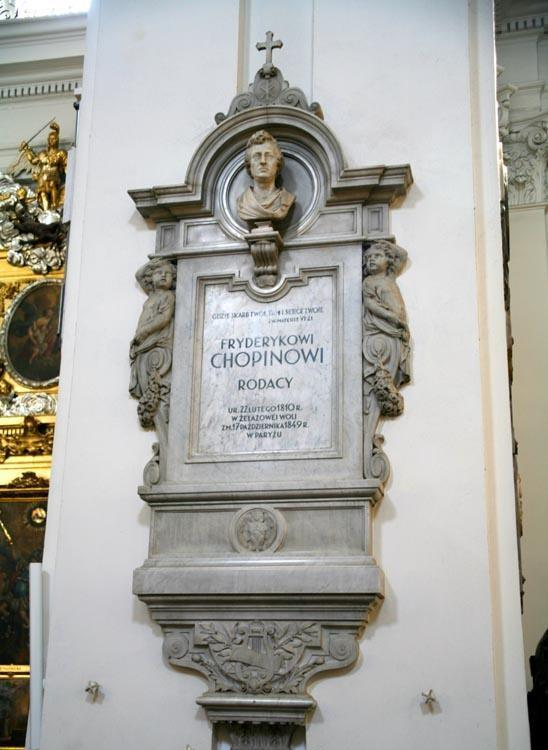
Эпитафия Ф. Шопена в Базицлици Святого Креста в Варшаве.
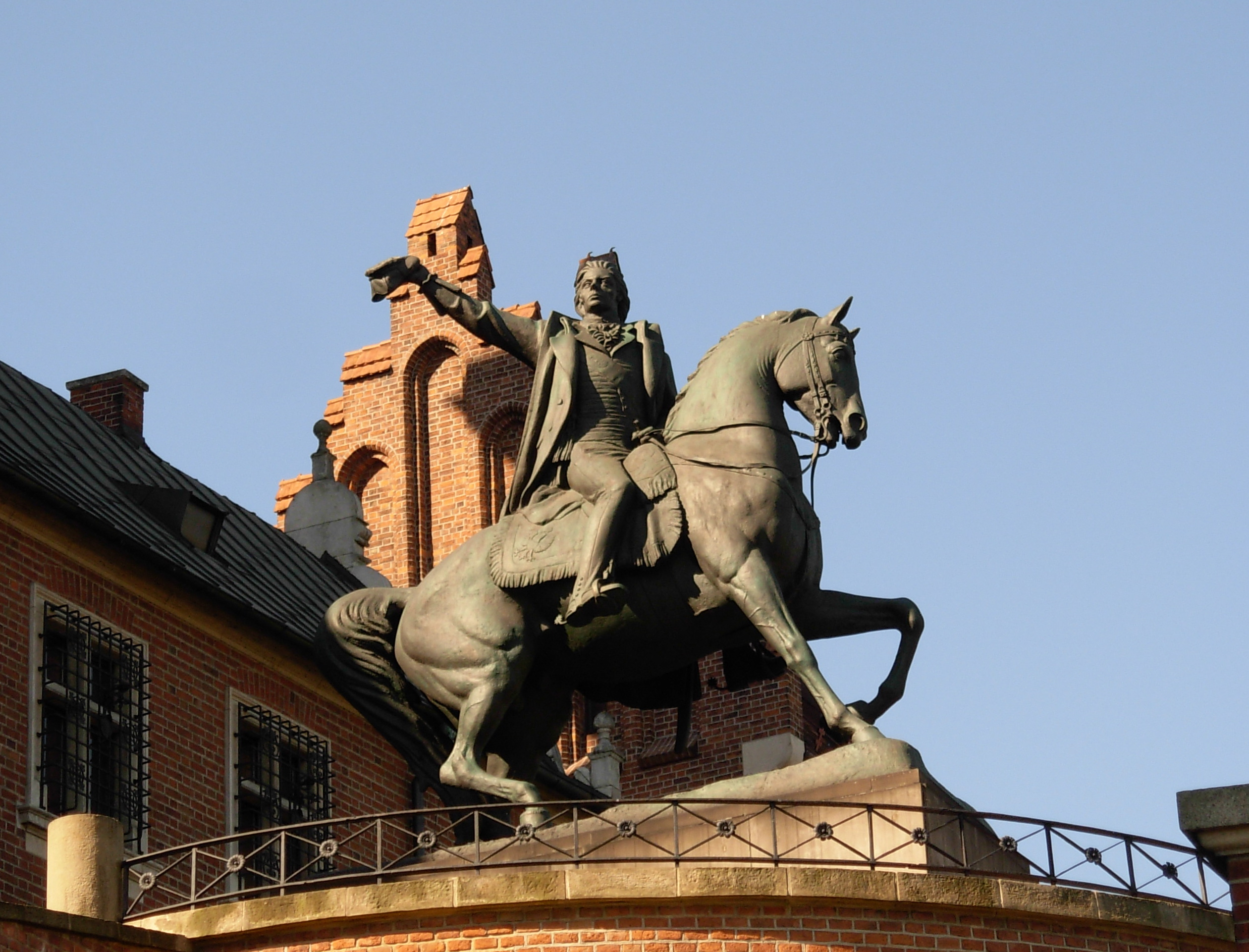
Памятник  Т. Костюшко